# Tanambao Vahatrakaka
Tanambao Vahatrakaka is een plaats en commune in het oosten van Madagaskar, behorend tot het district Vatomandry, dat gelegen is in de regio Atsinanana. Tijdens een volkstelling in 2001 telde de plaats 5.530 inwoners.